# Horst-Pracejus-Preis
Der Horst Pracejus Preis der Gesellschaft Deutscher Chemiker ist ein seit 1999 verliehener Preis  für Forschungen in der Chemie der Chiralität und Enantioselektivität. Er ist nach Horst Pracejus benannt, der für Forschungen über chirale Katalyse in Rostock bekannt war. Die Benennung und Stiftung des Preises soll auch herausragende wissenschaftliche Leistungen in der Chemie in der ehemaligen DDR ehren. Der Preis ist mit 7500 Euro dotiert und wird alle zwei Jahre verliehen.

## Preisträger
- 1999: Henri Brunner, Regensburg
- 2001: Günter Helmchen, Heidelberg
- 2003: Andreas Pfaltz, Basel
- 2005: John M. Brown, Oxford
- 2007: Henri B. Kagan, Paris
- 2009: Hans-Ulrich Blaser, Basel
- 2011: Uwe Meierhenrich, Nizza
- 2013: Benjamin List, Mülheim
- 2015: F. Dean Toste, Berkeley
- 2017: Thorsten Bach, München
- 2019: Albrecht Berkessel, Köln
- 2024: Oliver Trapp, München
- 2025: Varinder Aggarwal, Bristol[1]